# Dave Lindholm
Ralf Henrik ”Dave” Lindholm, född 31 mars 1952 i Helsingfors, är en finländsk rockmusiker (gitarrist, sångare och låtskrivare).
Lindholm, även känd som "Isokynä", framstår trots sin finlandssvenska bakgrund som den finskspråkiga rockens första stora namn. Han skivdebuterade 1971 med gruppen Ferris och genombrottet kom två år senare med soloalbumet Sirkus. Hans texter var något nytt inom den finska rocken genom att de ofta präglades av slanguttryck och talspråk samt saknade rim. Han har också skrivit mycket på engelska, särskilt i bluesens tecken. Av kända sånger från tre årtionden kan nämnas Liity meihin enkeleihin (1972), Pieni ja hento ote (1982) och Annan kitaran laulaa vaan (1993). Bluesen har ofta varit Lindholms musikaliska hemvist, men han rör sig ledigt mellan olika stilar. Han hör även till den finska rockens stilfullaste gitarrister. Han erhöll statens tonkonstpris 2006 och Juha Vainio-priset 2009. 

## Soloalbum
- Isokynä Lindholm (1972)
- Sirkus (1973)
- Lillan (1974)
- Musiikkia (1974)
- Fandjango (1975)
- Kenen laulu (1977, kokoelma)
- Vanha & uusi romanssi (1979)
- Aino (1982)
- Huoneet 6 & 14 (1983)
- Kuutamolla (1983)
- Moderni hiljainen musiikki (1985)
- Sissi (1987)
- Jose Blues (1988)
- Sillalla (1990)
- Sisar (1991)
- Kerran (1992)
- Kissatanssit (1992)
- LLL (1993)
- Valmista kamaa (1996, kokoelma)
- Just (1998)
- Punainen + (1998)
- Valkoinen & (1999)
- Luuttujengi tulee (2001)
- Lähes 50 (kokoelma, 2002)
- D & D (2006)
- In English (2006, live)
- Dave Lindholm & Jarmo Saitajoki: Nuo mainiot miehet soivine koneineen (2007)

## Band
Dave Lindholm har spelat i flera band till exempel:
- Ferris (1969–1971)
- Isokynä & Orfeus (1973–1974)
- Rock'n'Roll Band (1975)
- Pen Lee (1977–1979) ja Pen Lee & Co. (1975–1976)
- Bluesounds (1979–1981)
- Sleepy Sleepers
- Pelle Miljoona (vuonna 1983 sekä joulukuussa 1997 kokoonpanolla Andy/Pelle/Dave)
- The Run Runs (1983–1985)
- Dave's 12 Bar (1985–1987)
- Dave Lindholm & White Midnight (1989–1990)
- Leningrad Cowboys
- Dave Lindholm & Canpaza Gypsys (1994–1997)
- Dave Lindholm & Pitkät kiinalaiset (2000)
- SF-Blues (2002)
- Redclouds (2003) (tunnetaan myös nimellä Lindholm Eve Takala)
- Dave Lindholm & Jakes Blues Band (2004)